# 1666, Londres en flammes
1666, Londres en Flammes (The Great Fire) est une mini-série britannique en quatre épisodes d'environ 45 minutes diffusée du 16 octobre au 6 novembre 2014 sur ITV. Elle tient place pendant le Grand incendie de Londres en 1666. Chaque épisode se déroule pendant une journée de l'incendie.
Cette mini-série est inédite dans tous les pays francophones.

## Synopsis
Après un départ de feu accidentel dans la boulangerie de la famille Farriner dans Pudding Lane, la famille doit fuir l'incendie et se retrouve mêlée à une enquête sur un complot catholique pour tuer le roi Charles II.

## Distribution
- Andrew Buchan : Thomas Farriner
- Rose Leslie : Sarah, belle-sœur de Thomas Farriner
- Jack Huston : le Roi Charles II d’Angleterre
- Daniel Mays : Samuel Pepys
- Perdita Weeks : Elizabeth Pepys
- Oliver Jackson-Cohen : Jacques, Duc d'York (futur roi Jacques II d'Angleterre)
- Charles Dance : Lord Denton
- Nicholas Blane (en) : Thomas Bloodworth, Lord Maire de Londres
- Andrew Tiernan : Vincent, prisonnier à la prison de Newgate
- Antonia Clarke (en) : Frances Stewart, Duchesse de Richmond
- Uriel Emil (en) : Signor Romero
- Sonya Cassidy : la Reine Catherine de Bragance

## Tournage
Certaines rues de Londres ont été filmées à Cobham Hall, et Penshurst Place dans le Kent ont servi pour les scènes d'extérieur du palais royal.